# Flanders Indoor
La Flanders Indoor est une compétition internationale en salle d'athlétisme se déroulant tous les ans au Flanders Expo de Gand, en Belgique. L'épreuve fait partie en 2013 des six étapes du World Indoor Meetings, circuit de meetings internationaux régi par l'IAAF. Le meeting est disputé pour la première fois en 1990.

## Records du Monde
Trois records du monde ont été établis lors de cette compétition : le 3 000 mètres masculin en 1995 par le Kényan Moses Kiptanui (7 min 35 s 15), le Mile masculin en 1997 par le Marocain Hicham El Guerrouj (3 min 48 s 45), et le saut à la perche féminin en 2002 par la Russe Svetlana Feofanova

## Records du Meeting

### Hommes
| Epreuve          | Record         | Athlète            | Nationalité | Date           | Ref   |
| ---------------- | -------------- | ------------------ | ----------- | -------------- | ----- |
| 60 m             | 6 s 45         | Andre Cason        | États-Unis  | 1992           |       |
| 200 m            | 20 s 37        | Frank Fredericks   | Namibie     | 1996           |       |
| 300 m            | 32 s 15        | Pavel Maslák       | Tchéquie    | 9 février 2014 | [ 1 ] |
| 400 m            | 45 s 45        | Jamie Baulch       | Royaume-Uni | 1997           |       |
| 600 m            | 1 min 15 s 65  | Kévin Borlée       | Belgique    | 2011           |       |
| 800 m            | 1 min 45 s 72  | Tony Morell        | Royaume-Uni | 1988           |       |
| 1000 m           | 2 min 16 s 15  | Abubaker Kaki      | Soudan      | 2008           |       |
| 1500 m           | 3 min 33 s 01  | Hicham El Guerrouj | Maroc       | 1997           |       |
| Mile             | 3 min 48 s 45  | Hicham El Guerrouj | Maroc       | 1997           |       |
| 2000 m           | 5 min 02 s 53  | John Mayock        | Royaume-Uni | 2000           |       |
| 3000 m           | 7 min 35 s 15  | Moses Kiptanui     | Kenya       | 1995           |       |
| 2 miles          | 8 min 09 s 89  | Hicham El Guerrouj | Maroc       | 2001           |       |
| 5000 m           | 13 min 11 s 39 | Alberto Garcia     | Espagne     | 2003           |       |
| 60 m haies       | 7 s 38         | Colin Jackson      | Royaume-Uni | 1994           |       |
| 2000 m steeple   | 5 min 13 s 77  | Paul Koech         | Kenya       | 2011           |       |
| Saut en hauteur  | 2,30 m         | Vyacheslav Voronin | Russie      | 2000           |       |
| Saut à la perche | 5,90 m         | Maksim Tarasov     | Russie      | 1998           |       |
| Saut en longueur | 8,40 m         | Ivan Pedroso       | Cuba        | 1997           |       |
| Triple saut      | 17,42 m        | Marian Oprea       | Roumanie    | 2006           |       |

### Femmes
| Epreuve          | Record         | Athlète                | Nationalité | Date           | Ref   |
| ---------------- | -------------- | ---------------------- | ----------- | -------------- | ----- |
| 60 m             | 6 s 97         | Irina Privalova        | Russie      | 1995           |       |
| 200 m            | 22 s 47        | Irina Privalova        | Russie      | 1992           |       |
| 400 m            | 51 s 50        | Charity Opara          | Nigeria     | 1998           |       |
| 800 m            | 1 min 56 s 85  | Stephanie Graf         | Autriche    | 2002           |       |
| 1500 m           | 4 min 04 s 80  | Dibaba Genzebe         | Éthiopie    | 2010           |       |
| 3000 m           | 8 min 41 s 67  | Mariem Alaoui Selsouli | Maroc       | 2006           |       |
| 5000 m           | 15 min 07 s 39 | Gabriela Szabo         | Roumanie    | 1998           |       |
| 60 m haies       | 7 s 82         | Brigita Bukovec        | Slovénie    | 1999           |       |
| Saut en hauteur  | 2,00 m         | Blanka Vlašić          | Croatie     | 2006           |       |
| Saut à la perche | 4,76 m         | Anna Rogowska          | Pologne     | 9 février 2014 | [ 2 ] |
| Saut en longueur | 6,61 m         | Olga Rublyova          | Russie      | 2000           |       |
| Triple saut      | 14,47 m        | Ashia Hansen           | Royaume-Uni | 1998           |       |